# Стојан Тарапуза
Стојан Тарапуза (Злетово, 23. децембар 1933) македонски је песник и писац за децу.

## Биографија
Стојан Тарапуза је рођен у 29. децембра 1933. у Злетову. Дипломирао је на Вишој педагошкој академији у Скопљу. Радио је као новинар за редакцију „Дечије радости”, у издавачкој кући „Наша књига” и на Македонском радију. Члан је ДПМ од 1966 године.

## Дела
- Црвени раст (поезија, 1961)
- На камени дан (поезија, 1965)
- Жарко сунце (поезија за децу, 1966)
- Кућа пуна жеља (поезија за децу, 1967)
- Дамбара, думбара (поезија за децу, 1969)
- Цвет и злато (поезија за децу, 1970)
- Очи језгра (поезија, 1972)
- Денвер (поезија за децу, 1975)
- Седам бродова (поезија за децу, 1978)
- Облаци се зноје (поезија за децу, 1984)
- Испод стрехе звезда (поезија за децу, 1985)
- Два коња на два пута (поезија за децу, 1987)
- Речи од цвећа (сликовница у стиху, 1988)
- Школа за кловнове (1989)
- Поглед на двоглед (поезија за децу, 1990)
- Претпостављам шта је то (загонетке у стиху, 1991)
- Колица без везива (брзалица, 1992)
- Златни новчићи (поезија за децу, 1993)
- Патуљак Спидер (поезија за децу, 1993)
- Речи у двориштима (поезија за децу, 1993)
- Ужарене шарке (поезија за деца, 1995)
- Домаће звезде (поезија за деца, 1998)
- Цвеће на светлости (поезија за деца, 2000)
- Насликано време (поезија за деца, 2015)[1]
- Смрзнути сан (поезија, 2017)

## Награде
Као признање за дугогодишње стваралаштво, у новембру 2014. године је Тарапузи додељена награда „13. новембар“ од стране града Скопља.